# Guam na Letnich Igrzyskach Olimpijskich 2000
Reprezentacja Guamu na Letnich Igrzyskach Olimpijskich 2000 liczyła sześć osób – pięciu mężczyzn i jedną kobietę. Wystartowali w sześciu konkurencjach i nie zdobyli żadnego medalu.

## Wyniki reprezentantów Guamu

### Lekkoatletyka
100m mężczyzn
- Philam Garcia
  1. 1 runda – 11.21 (nie awansował dalej)

Maraton kobiet
- Rhonda Davidson-Alley
  1. Finał – 3:13:58 (44. miejsce)

### Kolarstwo

#### Kolarstwo górskie
Wyścig ze startu wspólnego mężczyzn
- Derek Horton
  1. Finał – nie ukończył

#### Kolarstwo szosowe
Wyścig ze startu wspólnego mężczyzn
- Jazy Fernandez Garcia
  1. Finał – nie ukończył

### Żeglarstwo
Klasa Laser (mężczyźni)
- Gumi Chivers Brett – 42. miejsce (355 punktów)

### Pływanie
100m stylem motylkowym mężczyzn
- Daniel O'Keefe
  1. Eliminacje – 56.05 (nie awansował)